# Az Initial D epizódjainak listája
Ez az Initial D anime sorozatának listája.

## INITIAL D: 1. Stage (1998)
| # | Epizód címe                                                        | Első japán sugárzás  |
| --- | ------------------------------------------------------------------ | -------------------- |
| 1 | A Tofu-s srác nagyszerű driftje (究極のとうふ屋ドリフト)           | 1998. április 18.    |
| Fujiwara Takumi egy 18 éves középiskolás tanuló, akit általában semmi sem érdekel. A legjobb barátjával, Itsukival, egy benzinkútnál dolgozik. Ők ketten egy fiatalembernek, Iketaninak és a főnöküknek, Yuichinek a barátai. Egy este Iketani felviszi őket az Akina-hegyre, hogy tapasztalatot szerezzenek a versenyzők életéről. De pont akkor, a RedSuns csapat Akagi hegyéről eljön, hogy kihívja a Speedstarst egy versenyre. Amit nem tudnak, az az, hogy a leggyorsabb autó a lejtőn egy 86-os, amit tofu szállítására használnak. |                                                                    |                      |
| 2 | A visszavágó bejelentése! Szuper Turbo (リベンジ宣言!ほえるターボ) | 1998. április 25.    |
| Takahashi Keisuke a RedSuns csapatból üldözi az Akina-hegy szellemét, aki végül legyőzi őt egy elképesztő drifttel. Ennek a hírnek hallatán, Iketani elmegy, hogy megkeresse ezt a hihetetlen 86-ost, de útközben megtudja, hogy ez az autó Takumi apukájának tulajdona. |                                                                    |                      |
| 3 | A lejtő specialista feltűnése (ダウンヒルズスペシャリスト登場)     | 1998. május 2.       |
| Az Akina Speedstars csapat elfogadja a Redsuns csapat kihívását, de Iketani nem képes versenyezni a közelgő meccsen. Abban reménykedik, hogy Fujiwara Bunta be fog állni helyette. |                                                                    |                      |
| 4 | A harc megkezdődik! (交流戦突入!)                                  | 1998. május 9.       |
| Iketani türelmesen vár Buntára, hogy ő versenyezzen a Speedstars nevében Takahashi Keisuke ellen, de meglepetésére, Takumi tűnik fel az apja helyett, aki nem is akart igazából eljönni. Mindenkit megráz, hogy ilyen váratlan dolog történt. |                                                                    |                      |
| 5 | A harcnak vége! (決着!ドッグファイト!)                             | 1998. május 16.      |
| Minden néző szótlan, mikor meghallják, hogy egy 86-os előzte meg Keisuke FD-jét. Ryosuke elmegy, hogy megfejtse a titokzatos rejtélyt, hogy hogy történhetett meg. Másnap Takumi elmegy Natsukival a tengerpartra, és elkezdi érdekelni a versenyzés gondolata. |                                                                    |                      |
| 6 | Egy új kihívó (新たなる挑戦者)                                     | 1998. május 23.      |
| Mialatt Ryosuke gyakorol az FC-jével Akina pályáján, egy sokkal veszélyesebb autó jelenik meg mögötte. Eközben Takumit megkérdezik, hogy hogy tanulhatta meg ezt az Istenadta tehetséget, és Iketani látni is szeretné. |                                                                    |                      |
| 7 | A versenyzők büszkesége (走りやのプライド)                         | 1998. június 13.     |
| Nakazato a Nightkids csapatból ki akarja hívni a rejtélyes 86-ost, és úgy gondolja, hogy a vezető is így akarja. Mialatt Takumi azt fontolgatja, hogy miért kellene elfogadnia a kihívást, különböző emberek akarják megváltoztatni a gondolatát. |                                                                    |                      |
| 8 | Az időmérő előtt! (タイムアップ寸前!)                              | 1998. június 20.     |
| Közeledik az esti meccs kezdete, de hol van a 86-os? Itsukinak kell mindenkitől bocsánatot kérnie, ha a legjobb barátja úgy dönt, hogy nem jelenik meg. |                                                                    |                      |
| 9 | Harc a végsőkig! (限界バトル!ハチロク VS GT-R)                     | 1998. június 27.     |
| Az autóversenyzés világában, a legfontosabb dolog a nyerés érdekében a tapadás, ezt állítja Nakazato. A GT-R32-esével szét akarja zúzni a 86-os feltűnő drift-technikáját. |                                                                    |                      |
| 10 | Az öt veszélyes hajtű-kanyar (爆裂!5連ヘアピン)                    | 1998. július 4.      |
| Nakazato alábecsülte Akina 86-osát, és lehet, hogy bajban lesz majd az öt hajtű-kanyarban, ami előttük van. Ezen kívül, mindenki meglepetésére, Itsuki vesz egy autót. |                                                                    |                      |
| 11 | Shingo feltűnése! (デンジャラス慎吾登場!)                          | 1998. július 11.     |
| Hogy bebizonyítsa Itsuki autójának erejét, Takumi versenyez vele egy kisebb méretű csapat ellen. A NightKids csapat tagjai egyre sűrűbben jelennek meg, és azon az estén, mikor Iketani vezeti az S13-asát, Shingo halálos szándékokkal jelenik meg mögötte. |                                                                    |                      |
| 12 | A szigetelőszalagos meccs! (FR殺しのデスマッチ!)                   | 1998. augusztus 1.   |
| A Civic EG6 és a 86-os vezetési stílusának összehasonlításával arra lehet következtetni, hogy ez egy új lejtős ördög Myogitól. Iketani azt kívánja, hogy mutassa be Takumi a csapat erejét. |                                                                    |                      |
| 13 | Itsuki randija (イツキの初デート)                                  | 1998. augusztus 8.   |
| Itsuki beleszeret Natsuki egyik barátjába, és megpróbál még egyszer randizni vele. A közelgő meccs gonosz hírei gyorsan terjednek, még Takumi ki nem áll egy versenyre. Továbbá, nagy csalódottság, de Shingo erővel akarja kiráncigálni a 86-ost a versenyre. |                                                                    |                      |
| 14 | A drift mesterének fejlődése! (進化するドリフト天才!)              | 1998. augusztus 15.  |
| Takuminak nincs szándékába elfutni Shingo provokált kihívása elől. Mikor rájön, hogy Shingo nem játszik tiszta lapokkal, Takumiban túl sok feszültség gyűlik össze, aminek következménye lesz. |                                                                    |                      |
| 15 | A dühös Takumi őrült vezetése! (拓海·怒涛の激走!)                  | 1998. augusztus 22.  |
| Shingo vakmerő támadásainak következményeképp, Takumi erősebben nyomja a 86-os gázpedálját, mint eddig valaha, és egy elmebetegesen különös vezetést hajt végbe. Egy másik sztori kezdeteként, Iketani találkozik az angyalával. |                                                                    |                      |
| 16 | Az Usui hegy angyalai (碓氷峠のエンジェル)                         | 1998. augusztus 29.  |
| A hírek szerint, Usui leggyorsabbjai két női versenyző, akit együtt Impact Blue csapatnak hívnak. Mialatt Iketani álmai asszonyával randizik, a barátai úgy döntenek, hogy elmennek erre a bizonyos hegyre, hogy lássák a kivételes Sil80-ast akció közben. |                                                                    |                      |
| 17 | A hirtelen halál nevű meccs (サドンデス·デスマッチ)                | 1998. szeptember 12. |
| Mako ad Iketaninak egy csábító ajánlatot, annak ellenében, hogy hívja el a 86-ost a Sil80-as ellen. Eleinte Iketani nem hajlandó elfogadni az ajánlatot, még Takumi nem mondja el, hogy ő is versenyezni akar ellene. |                                                                    |                      |
| 18 | A heves meccs Usui hegyén (熱風!激走!碓氷峠)                       | 1998. szeptember 19. |
| Takumi kezd rájönni, hogy milyen fontos is, hogy ismered-e a pályádat, mialatt harcol a Sil80-as mögött maradásával. Mako és Sayuki csapatmunkájával ez egy tökéletes meccsnek mutatkozik, ahol a stratégiájuk egyben az előnyük is. |                                                                    |                      |
| 19 | A mindent eldöntő szuper drift (決着!スーパードリフト)             | 1998. szeptember 26. |
| Mako felfed egy új ritmust a vezetésében, mialatt a hegy vége felé közelednek. Mögöttük, Takumi folytatja a harcot Mako ijesztő kanyarodásával és Sayuki navigációjával. |                                                                    |                      |
| 20 | A nyár vége (ジ·エンド·オブ·サマー)                                | 1998. október 1.     |
| Iketani megtud néhány dolgot Mako múltjából, és támad egy olyan szörnyű érzése, hogy nem méltó eléggé hozzá. Mikor Mako megkéri, hogy találkozzanak ott, ahol először találkoztak, Iketani úgy dönt, hogy nem megy el. Rájön, hogy tévedett és szalad az angyalához, mielőtt végleg késő lenne. |                                                                    |                      |
| 21 | Kihívás egy szupersztártól (スパースターからの挑戦状)              | 1998. október 17.    |
| Most Ryosuke áll egy kihívással 86-os elé, de valamiért Takumi sokkal elbambultabbnak tűnik, mint máskor. Itsuki és Iketani aggódnak, arra gondolnak, hogy a barátjuk talán a szerelemtől szenved. |                                                                    |                      |
| 22 | A nehéz hegymászás (激闘!ヒルクライム)                             | 1998. október 24.    |
| Nem csak Fujiwarát hívták ki egy kemény meccsre. Miután mindkettő vesztett a 86-os ellen, Takahashi Keisuke a RedSuns csapatból és Nakazato Takeshi a NightKids csapatból összemérkőzik egymással, hogy kiderítsék, ki a legjobb csapat a Gunmában. |                                                                    |                      |
| 23 | Lejtős meccs az esőben (雨のダウンヒルバトル!)                     | 1998. november 7.    |
| Egy másik RedSuns csapattag hívja ki a 86-ost, csakhogy ez most esős verseny, és Myogi hegyén. |                                                                    |                      |
| 24 | Akagi fehér üstököse! (赤城の白いフ彗星!)                          | 1998. november 14.   |
| Mindenki a Gunmában erre a pillanatra várt, mikor Akagi fehér üstököse szembenéz Akina 86-osával. Ennek a meccsnek az alkalmából, Bunta leteszteli a 86-os stabilitását. |                                                                    |                      |
| 25 | Az utolsó nagy meccs (決戦!ラストバトル)                           | 1998. november 28.   |
| Senki sem látta a Gunmában Takahashi Ryosukét, mikor teljes erejéből versenyzett volna, egészen, még a 86-os meg nem jelenik. A Redsuns csapat alapítója, Ryosuke eszében tartja a saját címét, ami híressé tette. A fehér üstökös teljes erővel jön, miként egy új legenda van készülőben a kettőjük közti meccs végére. |                                                                    |                      |
| 26 | Új legenda született! (新ダウンヒル伝説!)                          | 1998. december 5.    |
| Az utcai verseny izgalma végre elkapja Takumit is. Még egy csomó trükkje van a tarsolyában, míg a kettőjük közti meccs véget nem ér. Mindenki nagyon várja a mérkőzés kimenetelét. |                                                                    |                      |

## INITIAL D: 2. Stage (1999)
| # | Epizód címe                                                                 | Első japán sugárzás |
| --- | --------------------------------------------------------------------------- | ------------------- |
| 1 | Rémisztő szuperfegyver (掟やぶりのスーパーウエポン!)                        | 1999. október 14.   |
| Az Emperor, egy Lancer Evos csapat a Tochigi prefektúrából azzal a céllal jön el, hogy leromboljon minden csapatot a Gunmában. Hamarosan megtudják, hogy a leggyorsabb autó a Gunmában nem csak Akagi fehér üstököse, hanem még az új lejtőspecialistaként ismert 86-os is. |                                                                             |                     |
| 2 | Az EVO-s csapat megérkezik Akinába! (ランエボ軍団、秋名出撃!)               | 1999. október 21.   |
| Mi történne akkor, ha fejlesztenénk a 86-ost? Erre gondol Iketani és Itsuki, mivel növelni akarják a Takumi autójának a teljesítményét. De Bunta megengedné? Az Emperor csapat nyerési vonala nem fog lelassulni, még folytatják a tarolást a Gunmában, és amíg játszva le nem győznek minden csapatot. A következő célpontjuk Akina 86-osa.                                         |                                                                             |                     |
| 3 | Félelem a vereségtől (敗北の予感)                                           | 1999. október 28.   |
| Kyoiichi rejtélyes harci-szellemet érzékel a 86-os vezetőjétől, amikor elmondja Seijinek a verseny szigorú szabályait. Seiji nem veszi figyelembe a szabályokat és az EVO IV-ét teljes sebességbe kapcsolja. Takumi majdnem minden kategóriában jobb, mint az Evo IV ereje, ami nagyon elképesztő. A verseny kockázata fokozódik, mikor az elér a második feléhez.                   |                                                                             |                     |
| 4 | Az unasztó győzelem (燃えない勝利)                                          | 1999. november 4.   |
| A szíve mélyén, Takumi nem fogadja el, hogy legyőzte az EVO IV-et és tesz egy fogadalmat. Valaki, hogy kínos gondolatokat okozzon, Natsukival kapcsolatos üzeneteket küldözget Takuminak. |                                                                             |                     |
| 5 | A motorhiba bekövetkezte (破滅へのカウントダウン)                           | 1999. november 11.  |
| Takumi hamarosan rájön Natsuki titkára, ami ahhoz vezet, hogy mérges lesz és elmegy a Kyoiichi elleni meccsre Akagihoz, és ahhoz, hogy nem érdekli a nagy hátránya. |                                                                             |                     |
| 6 | Viszlát, 86-os (さようならハチロク)                                         | 1999. november 18.  |
| Kyoiichi elmondja, hogy milyen hihetetlen is Akina 86-osa, még úgy is, hogy teljesen megbízik a saját Evo III-jában. Takumi hamarosan megérti a 86-os és a hangos durranásos Evo III közti különbséget. Úgy tűnik, Bunta már előre megérzi, hogy a verseny hatalmas fordulatot vesz a sorozatban.                                                                                    |                                                                             |                     |
| 7 | Harc Akagi hegyén - A fehér és a fekete üstökös! (赤城バトル 白と黒の閃光!) | 1999. november 25.  |
| Mikor a 86-os kimegy a képből, a RedSuns lesz a Gunma fő képviselője, akinek minden prefektúrában levő versenyző szurkol az Emperor legyőzéséért. Ryosuke visszatér a pályára, hogy legyőzze a visszavágóért jött Kyoiichit, aki úgy tervezi, hogy a Motorsportos teóriáját használja ellenfele ellen. Ezen kívül, Iketani és Kenji kiszúr egy közeli prefektúrából jött versenyzőt. |                                                                             |                     |
| 8 | Elképesztő ez az autó (そのクルマ 凶暴につき)                               | 1999. december 2.   |
| Folytatódik az Akagi hegy versenye, mikor Ryosuke a saját utcai-versenyes teóriáját használja, és úgy tervezi, hogy bemutatja a közte és az EVO III között levő különbséget Kyoiichinek. Vissza Akinába, Takumi rutinos élete elszállt a 86-os távollétével és Natsuki titkának kiderítésével.                                                                                       |                                                                             |                     |
| 9 | Új 86-os születik (ニューハチロク誕生)                                      | 1999. december 9.   |
| A 86-os visszatér egy hatalmas változással. Takumi hamarosan megy egy tesztet az új teljesítménnyel a sok megrázkódás után, de amit nem ért, az az, hogy mit tud Bunta a kocsi belsejéről. Ezen kívül, a Takumi és Natsuki közti kapcsolat erejét vesztette, de Itsuki szíve megmozdul Kazumi megjelenésével.                                                                        |                                                                             |                     |
| 10 | A turbós 86-os harcot követel (宣戦布告ハチロクターボ)                      | 1999. december 16.  |
| Miután Wataru egy rövid-erejű meccsről vitázik Keisukéval, a testvére, Kazumi bemutatja őt Itsukinak, ami elvezeti az esélyhez, hogy találkozhasson még egy 86-os versenyzővel. Elsőnek minden rendben van a találkozóval, de Takumi autójának új fegyvere iránti naiv reakciójával, Watarunak előbukkan a rossz énje is.                                                            |                                                                             |                     |
| 11 | A hiba eltávolítva… (封印は解き放たれた...)                                 | 2000. január 6.     |
| Fujiwara elfogadja a kihívást és kiválasztja a helyet, hogy hol versenyezzenek. De mielőtt elfogadná Wataru kihívását, meg kell tanulnia a versenyzői lét legfontosabb alapjait. Ezen kívül, Itsuki kapcsolata Kazumival megtanítja neki, hogy mit is jelent, hogy ha valakinek van barátnője.                                                                                       |                                                                             |                     |
| 12 | 86-os vs 86-os, a lélekharc (ハチロクVSハチロク 魂のバトル)                 | 2000. január 13.    |
| Fujiwara megtapasztal egy teljesen különböző versenyzői érzést, mint amilyen Wataru saját 86-osában van, egy csalóka hegyen, ami emelkedőkből, rozsdás korlátokból, váratlan csapdákból és öregedő durva járdákból áll. Amint Takumi lenyomja a gázpedált, A 86-os rejtett fegyverének természete előbukkan a tapasztalatlan teljesítménnyel.                                        |                                                                             |                     |
| 13 | Az évszakok váltakozásában… (移りゆく季節のなかで)                          | 2000. január 20.    |
| A két 86-os közti találkozónak Wataru jobban örül, mint gondolta, de úgy tervezi, hogy az emberi test határainak segítségével fejezi be a meccset. Takumi hamarosan rájön, hogy elvesztette a tapadását az óriási iram miatt. A meccs után, egy látomás jelenik meg a sorozatról, ahol minden szereplőnek megmutatják a jövőjét.                                                     |                                                                             |                     |

## INITIAL D: Extra Stage (2000)
| # | Epizód címe                                   | Első japán sugárzás |
| --- | --------------------------------------------- | ------------------- |
| 1 | Impact Blue (インパクトブルーの彼方に ・・・) |                     |
| Korábban Mako vezetési koncentrációja nem volt ritmusban, ezért Sayuki kirántja a problémájából. Sayuki kap egy telefonhívást Shingotól a NightKidsből, miszerint az Emperor csapat versenycsapatokat akar legyőzni. Hogy meggátolják a leigázást, az Impact Blue Sil80-asa meg fogja védeni a pályájukat a kívülállóktól. |                                               |                     |
| 2 | Érzelgős fehérség (センチメンタル ホワイト)   |                     |
| Hogy Mako világa szebb legyen, Sayuki felállít egy tökéletes meccset a legjobb barátjának. Elsőnek jónak tűnik, de ér valamit, ha a barátja ott akarja hagyni a versenyzést egy kapcsolat miatt? |                                               |                     |

## INITIAL D: 3. Stage – The Movie (2001)
- A hírnevének növekedésével, Takumi kap egy életre szóló ajánlatot Ryosukétól. Nem tudja a választ az ajánlatra, ezért meccsbe száll, ahol az Emperor csapat vezetőjével versenyez az ő saját pályáján.
- A meccsek sorai ott még nem érnek véget, mivel egy másik kihívó érkezik meg az előző meccset látván. Kai Kogashiwa is harcolni akar egy MR2-essel a 86-ossal szemben.
- Mikor eljön a tél, Natsuki elhatározza, hogy kapcsolatot alakít Takumi munkájával. Egy régi szerelem megérkezése több összetett problémát okoz. De ha Natsuki és Takumi nem mondja el, hogy érez a másik iránt, akkor lehet, hogy örökre elvesztik egymást.
- Mikor Takumi végre elhatározza magát, egy hatalmas fordulatpont történik mindenki számára az Initial D-ben… és egy új legenda lesz készülőben.

## INITIAL D: Battle Stage (2002)
- A Battle Stage az 1., 2. és a 3. stage legfontosabb versenyeiből áll össze, plusz néhány saját részből, mint például a Keisuke FD-je és Seiji Evo IV-e közötti meccs. Úgy néz ki, minden egyes 1. Stages verseny újra el lett készítve egy újabb, sokkal részletesebb CG-s technológiával, ami a későbbi Stagekben is megjelenik.

## INITIAL D: 4. Stage (2004)
| # | Epizód címe                                               | Első japán sugárzás |
| --- | --------------------------------------------------------- | ------------------- |
| 1 | Project D (プロジェクトD)                                 | 2004. április 16.   |
| Takumi döntést hozott és csatlakozott a Takahashi testvérekhez egy új versenyző csapatba. A Project D most már kialakult, és csak egyetlen céljuk van, hogy legyőzzék a legjobb versenyzőket a Kanto régióban. Így kezdődik a legendássá válásuk története. |                                                           |                     |
| 2 | Mindent bele! A lejtős verseny! (全開!ダウンヒルバトル)   | 2004. április 16.   |
| Takumi és Tohru mindketten meggondolatlan versenyzők, de van egy óriási különbség a képességük között. Ez a meccs megmutatja, hogy Takumi miért ismert a Project D kétélű kardjainak egyikeként, és a 86-os már készen áll a Seven Star Leaf nagyon sajátos Roadsterének legyőzésére a lejtőn használható képességekkel.                                                            |                                                           |                     |
| 3 | A Toudou leggyorsabb férfija (東堂塾最強の男)             | 2004. június 19.    |
| A Project D most a Todou versenyiskolával száll szembe. Az iskola a helyettesítő versenyzőjüket fogja használni… Daiki az EK9-ével és Sakai az ő DC2-ével minden tudásukat használják, amit tanultak, annak érdekében, hogy profi versenyzők lehessenek. A feszültség a Project D csapatban fokozódik, mivel nem lehet hibázni, ha a jövőben is ilyen versenyek lesznek, mint most. |                                                           |                     |
| 4 | A kétrészes tanács (二つのアドバイス)                     | 2004. június 19.    |
| Daiki eldönti, hogy ő fog versenybe szállni. Hogy biztosítsa csapattársa győzelmét, Ryosuke tanácsot ad Takuminak, hogy mit használjon Daiki EK9-e ellen, különösen, mivel Daiki technikai szintje olyan, mint egy elődöntős profié. Minden más Takumi tehetségére van bízva. |                                                           |                     |
| 5 | A felsorakozás (勝利へのスタートライン)                   | 2004. augusztus 21. |
| A Project D kap egy másik kihívást a Todou versenyiskolától, de ezúttal egy diplomás szeretne versenyezni. Ryosuke figyelmezteti a Project D-t, hogy senki se versenyezzen ellene, különösen mivel ez egy újonnan alakult csapat. Erre az alkalomra, vajon melyik autót fogja Ryosukénak Tomo ellen küldeni, a Todou egyik diplomása ellen?                                         |                                                           |                     |
| 6 | Sötét támadás (ブラインド·アタック)                       | 2004. augusztus 21. |
| Ryosuke döntést hoz, és elhatározza, hogy a 86-ossal kockáztat. Tomoyuki bebizonyítja minden tudását, amit tanult egy EK9-cel, és számít rá, hogy az ellenfele egy utcai-specialista. Takuminak új utakat kell találnia, hogy győzedelmeskedjen a későbbiekben is ilyen kemény ellenfelei ellen.                                                                                    |                                                           |                     |
| 7 | A tomboló turbó (嵐のハチゴーターボ)                      | 2004. október 15.   |
| Egy új kínos ellenfél érkezik Akina hegyére, hogy kihívja Takumit egy lejtős versenyre. Ezen kívül, Itsuki felújítja a 85-ösét, amit ki is mutat a lejtőkön. |                                                           |                     |
| 8 | A balszerencsés FD harc (運命のFDバトル)                  | 2004. október 15.   |
| Két prefektúrán való győzedelmeskedéssel, a csapat a Saitama prefektúrába indul, hogy megmutassa a különbséget a Kantóban levő Gunma és Tochigi hasonló utcái között. Ezúttal, Keisukénak kell a gyorsulási technikáival versenyeznie. Valami oknál kifolyólag úgy tűnik, hogy van egy kis furcsaság a dologban, mivel az ellenfele egy FD-t vezet és lány.                         |                                                           |                     |
| 9 | Kyoko beismerése (恭子の告白)                             | 2004. december 17.  |
| Kyokonak nem kellene beszélnie a hercegével arról, hogy hogy érez iránta. Eközben Nobuhiko követi a 86-ost az ő Altezzájával, hogy megfigyelje, hogy mit is tud a Project D elképesztő tehetsége. |                                                           |                     |
| 10 | A Saitama tökéletes fegyvere (埼玉エリア最終兵器)         | 2004. december 17.  |
| Nobuhiko egy új, 86-ost leromboló tervet fontolgat, a Cappuchinonak láttán, és egy Sakamoto nevű raliversenyző segítségével, ahol a siker esélye Saitamának közel van a 100%-hoz. A Project D következő meccsén megint egy magasabb szinttel találkoznak, ahol nagy esély van egy esős estére.                                                                                      |                                                           |                     |
| 11 | Lejtős verseny az esőben (雨のダウンヒルバトル)           | 2005. február 18.   |
| Egy új stratégiát tervez ki Ryosuke az utolsó pillanatban. Úgy tűnik, az az egyetlen esélye Takuminak, hogy nyerjen ebben az esős meccsben, ha ugyanazt a stratégiát használja, mint amit az előző ellenfelénél használt. Az egyetlen probléma csak az, hogy ez nehézséget okoz Takuminak, mivel az eső még nehezebbé teszi azt a stratégiát… de akkor hogy lehet előnyös a meccs?  |                                                           |                     |
| 12 | Az elégedetlenség egyenese (葛藤のストレート)             | 2005. február 18.   |
| Az esős meccs vége Takumi kezében van, aki a legmerészebb támadásokat végzi az elmebetegül kanyarodó Cappuchino ellen. Csakhogy Sakamoto nem hajlandó Takuminak adni egyetlen esélyt sem a biztos nyerésre. |                                                           |                     |
| 13 | Motiváció (モチベーション)                                | 2005. április 15.   |
| Az eső folyamatosan szakad a következő meccsen, ahol Keisuke FD-je küzd meg Wataru újonnan feltuningolt 86-osával. Ez sokkal keményebb és időigényesebb lesz, ha továbbra is ilyen erősen esik. |                                                           |                     |
| 14 | A szánalmas magányos versenyző (悲しきロンリードライバー) | 2005. április 15.   |
| Takumi felkel, mint általában, és megy Tofut szállítani, amikor észrevesz egy Imprezát mögötte. Abban a pillanatban, minden, amit addig tudott a 86-osáról, kimegy a fejéből. Ezen kívül, Itsuki randizik Kasumival. |                                                           |                     |
| 15 | Összkerék komplexus (4WDコンプレックス)                   | 2005. június 17.    |
| Takumi folytatja a küzdelmet a 86-osával az Impreza elképesztő 4WD adottsága ellen. Meglepetésére, kap egy tippet egy régi riválisától, hogy megoldja ezt a problémát. A Project D találkozik az új ellenfelével, egy Lan Evo párossal. Egy halálos csapda lesz felállítva a számukra, ami megfordítja a dolgok menetét.                                                            |                                                           |                     |
| 16 | Az őrjöngés emelkedője (怒りのヒル·クライム)              | 2005. június 17.    |
| Keisuke nem tudja, hogy mit tegyen most, hogy beteljesült az ellenfele terve. Mindamellett, azért harcol, hogy véghez vihesse a célját, de csak kis sikerrel végzett. A feladás helyett, egy váratlan személy érkezik a megmentésére, de vajon Keisuke áttöri a RedSuns szabályait, hogy megtartsa a Project D versenyzőinek büszkeségét?                                           |                                                           |                     |
| 17 | A Saitama végső meccse (埼玉エリア最終決戦)               | 2005. augusztus 19. |
| Úgy tűnik, a Lan Evos csapat továbbra is mindent megtesz, hogy győzzön, még ha mocskos trükköt is kell végbevinnie. Például, a másik Lan Evos versenyző mondja Takuminak, hogy figyelmeztesse a Project D-t, hogy mi fog következni. Ha Takumi be akarja fejezni a Saitamában levő versenyeket, akkor mindenképp választania kell, hogy szól-e a barátainak, vagy nem.              |                                                           |                     |
| 18 | Az utolsó vezetés (ラスト·ドライブ)                       | 2005. augusztus 19. |
| Mialatt az FD-je szerviz alatt van, Keisuke és Kyoko elmegy randizni. Utána, Keisuke megy egy tesztet a saját FD-jével, mivel a gyorsulási képessége végre megérdemli, hogy szabadjára engedje ezzel az új rendkívüli autóval. |                                                           |                     |
| 19 | Az aranylábú és az aranykezű (ゴッドフットとゴッドアーム) | 2005. október 14.   |
| Most, hogy a Project D-t minden versenyző elismerte a sok győzelemnek köszönhetően, kockáztatniuk kell, és sokkal keményebb ellenfelekkel kell találkozniuk. A Purple Shadow, egy legendás versenypáros az Ibaraki prefektúrából visszajön a nyugdíjból, hogy bebizonyíta, hogy ők nem csak a királyai, hanem az Istenei is tudnak lenni az utcáknak.                               |                                                           |                     |
| 20 | Extrém GT-R (超絶GT-R!)                                   | 2005. október 14.   |
| Keisuke elfogadja Hoshino kérését, hogy változtassák meg az emelkedős szabályokat, amikor Ryosuke elmondja neki, hogy ez az FD előnyére válhat. Így Keisuke nagy nyomást kelt Hoshino igazi szándékában, mivel ez a meccs az újonnan módosított FD-nek az első tesztje az "Láb Istene" újonnan megvett új generációs GT-R34-e ellen.                                                |                                                           |                     |
| 21 | Párbaj (ドッグファイト)                                   | 2005. december 16.  |
| A meccs az FD és a GT-R között folytatódik, ám az igazi meccs csak most kezdődik. Most, hogy Hoshino kimutatja a páratlan vezetési tehetségét, ami miatt az emberek "Láb Istenének" hívják. Ezért Keisuke is megmutatja igazi versenyzési képességét, mikor a határok fölé nyomja az autóját. Így mindkét autó elkezd meggondolatlanul versenyezni, hogy befejezzék ezt a meccset.  |                                                           |                     |
| 22 | Az egykezes vezetés varázsa (ワンハンドステアの魔術)      | 2005. december 16.  |
| Mikor a két szuper-erős autó közti meccs befejeződik, elkezdődik Takumié. Takumi rájön, hogy az ellenfelének ugyanolyan rémisztő aurája van, mint amilyen az Imprezás versenyzőnek volt, ami sokkal nehezebbé teszi a meccsét a "Kéz Istene" ellen. Ezúttal, egy tökéletes tehetség harcol egy másik tökéletes tehetséggel.                                                         |                                                           |                     |
| 23 | A kimeríthetetlen verseny (エンドレスバトル)              | 2006. február 17.   |
| A Takumi 86-osa és a Toshiro S2000-e közti meccs átalakult egy állóképesség próbává. Még Ryosuke is gyanítja, hogy valami nincs rendben a versennyel, kicsit később rá is jön, hogy mi történik. Most, hogy a meccs túl hosszúra lett nyújtva, a Kéz Istene rákapcsol és megmutatja igazi tehetségét.                                                                               |                                                           |                     |
| 24 | A véget nem érő kihívás (終わらない挑戦)                  | 2006. február 17.   |
| A drámai befejezés a 86-os és az S2000 közti meccsnek hamarosan elérkezik… vagy már elérkezett. Most, hogy a kéz Istene komolyan rákapcsolt, hogy fog Takumi kiegyenlíteni egy győzelemre, vagy még rosszabb… hogy fog a 86-os kitartani, ha csak veszélyes manőverekkel lehet sikert elérni?!                                                                                      |                                                           |                     |

## Lásd még
- Initial D
- Initial D Arcade Stage
- Initial D Arcade Stage 4
- Initial D Street Stage
- Initial D szereplők és csapatok
- Az Initial D fejezeteinek listája
- Initial D (film)